# Страх и желание
„Страх и желание“ е американски антивоенен филм от 1953 г.
Стенли Кубрик изпълнява ролята на режисьор, продуцент и монтажист, а сценарият е дело на Хауърд Саклър. Екипът на филма се състои от 15 души, а Кубрик прави режисьорския си дебют в пълнометражното кино. Въпреки че в сюжета не се споменава конкретна война, той се появява по време на Корейската война.

## Сюжет
Внимание:  Текстът по-долу разкрива сюжета на произведението (или части от него)!
Историята се развива по време на война между две неопределени страни. Самолет, превозващ четирима войници, се разбива на 10 километра от вражеската линия. Войниците стигат до река и правят сал, надявайки се, че с помощта на течението ще могат да достигнат до батальона си. Докато строят сала си, са посетени от младо момиче, което не говори техния език. Войниците пленяват момичето и го връзват за дърво с коланите си. Най-младият от тях – Сидни е оставен да охранява момичето. Той започва разговор с нея, но тъй като тя не го разбира, той изпада в състояние на делириум. След като я развързва, тя се опитва да избяга, но е фатално простреляна от Сидни. Един от другите войници – Мак намира мъртвото момиче и вижда как Сидни бяга към реката. Той се обръща към командира – лейтенант Корби и приятеля му Флечър, искайки позволение да вземе сала на самостоятелна мисия за отстраняването на вражеския генерал. Разсейвайки охранителите на генерала, Мак е ранен, докато в същото време Флечър и Корби успешно проникват във вражеската база и убиват противниковия генерал. След това с помощта на вражески самолет двамата успешно стигат до собствената си база. След кацането двамата ядат и пият със своя генерал и се връщат при реката, чакайки пристигането на Мак. Седейки там, двамата провеждат философски разговор за войната и как никой не е подготвен за нея. Те виждат сала, носещ се надолу по реката със Сидни и мъртвото тяло на Мак.

## Продукция
Преди заснемането на „Страх и желание“, Кубрик работи като фотограф за списание и режисира два кратки документални филма. След натрупания опит като режисьор, Кубрик решава, че иска да заснеме първия си пълнометражен филм и напуска работата си.
Сценарият е дело на съученик на Кубрик от гимназията в Бронкс, Ню Йорк. По-късно Саклър печели наградата Пулицър за драмата си от 1968 „Великата Бяла Надежда“.
Финансирането на филма е осигурено с помощта от семейството и приятелите на Кубрик, като повечето от средствата са предоставени от чичо му, който е собственик на успешен фармацевтичен бизнес. Смята се, че първоначалният бюджет на филма е около $10 000.